# Norrbotten
Norrbotten (significat en català: Nord Bòtnia, nom en llatí Norbothnia) és una província històrica (landskap) a l'extrem nord Suècia. Limita al sud amb Västerbotten, a l'oest amb la Lapònia sueca, i a l'est amb Finlàndia.